# Gaussicuma gurjanovae
Gaussicuma gurjanovae är en kräftdjursart som beskrevs av Lomakina 1952. Gaussicuma gurjanovae ingår i släktet Gaussicuma och familjen Bodotriidae. Inga underarter finns listade i Catalogue of Life.